# Hanna Klein
Hanna Elisabeth Klein, född 6 april 1993 i Landau in der Pfalz, är en tysk friidrottare som tävlar i medeldistanslopp.
Klein tog guld i löpning 3 000 meter vid Europeiska inomhusmästerskapen 2023. Vid Europamästerskapen 2022 i München gick hon till final i löpning 1 500 meter. I mars 2023 var hon rankad som nummer 18 i världsrankningen för 1 500 meter samt som nummer 19 för 5 000 meter.
Klein började 2017 studera psykologi i Köln. Hon tävlar även i terränglöpning.